# Placówka Straży Celnej „Sośnie”

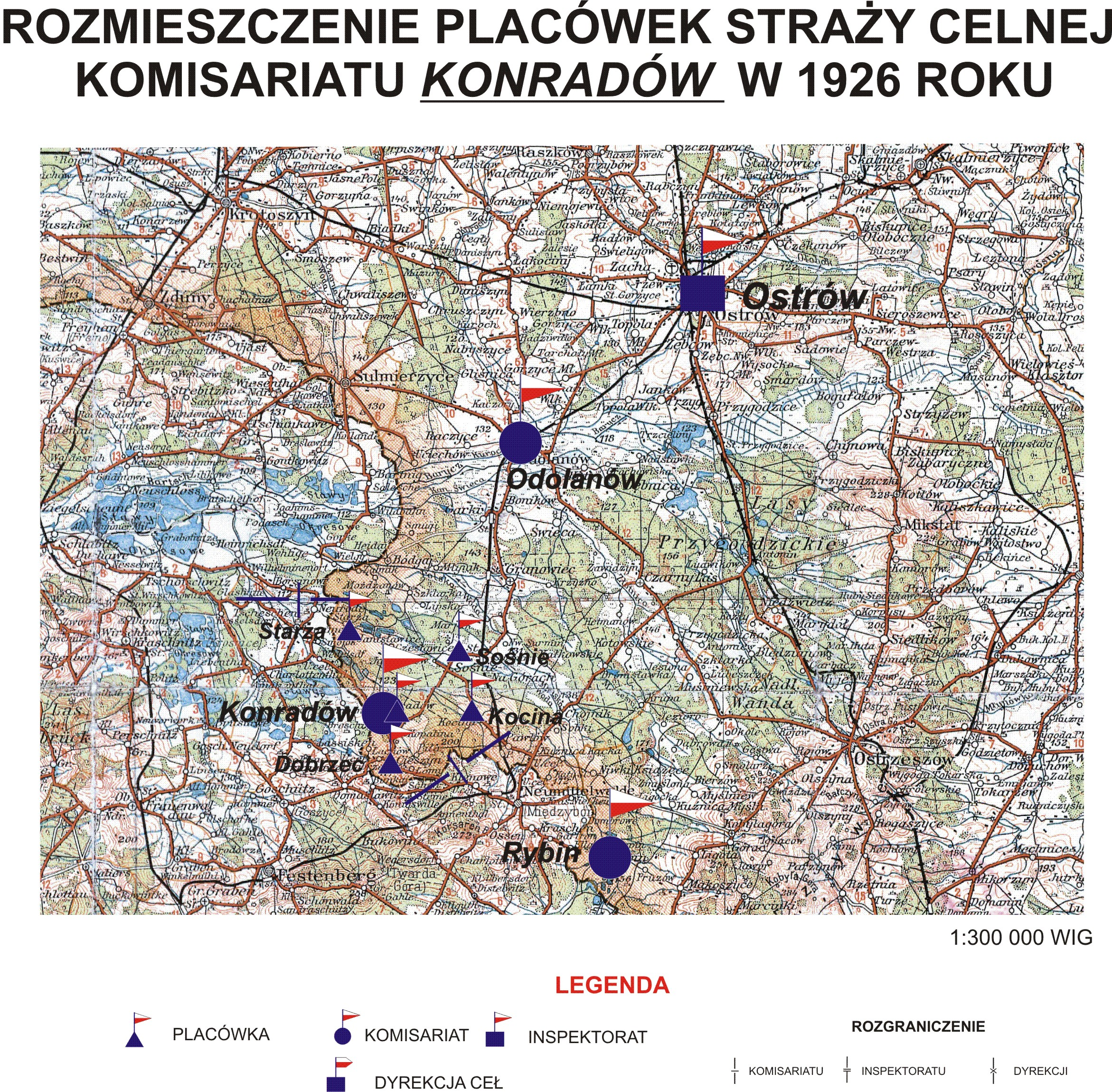
Rozmieszczenie placówek Straży Celnej komisariatu „Konradów”

Placówka Straży Celnej „Sośnie” – jednostka organizacyjna Straży Celnej pełniąca w okresie międzywojennym służbę ochronną na granicy polsko-niemieckiej.

## Formowanie i zmiany organizacyjne
Na wniosek Ministerstwa Skarbu, uchwałą z 10 marca 1920 roku, powołano do życia Straż Celną. Od połowy 1921 roku jednostki Straży Celnej rozpoczęły przejmowanie odcinków granicy od pododdziałów Batalionów Celnych. Proces tworzenia Straży Celnej trwał do końca 1922 roku. Placówka Straży Celnej „Sośnie” weszła w podporządkowanie komisariatu Straży Celnej „Konradów” z Inspektoratu SC „Ostrów”.
W drugiej połowie 1927 roku przystąpiono do gruntownej reorganizacji Straży Celnej. W praktyce skutkowało to rozwiązaniem tej formacji granicznej. Ochronę północnej, zachodniej i południowej granicy państwa przejęła powołana z dniem 2 kwietnia 1928 roku Straż Graniczna.
Rozkazem nr 3 z 25 kwietnia 1928 roku w sprawie organizacji Wielkopolskiego Inspektoratu Okręgowego dowódca Straży Granicznej gen. bryg. Stefan Pasławski  powołał komisariat Straży Granicznej „Sośnie”. Placówka Straży Granicznej II linii „Sośnie” znalazła się w jego strukturze.

## Funkcjonariusze placówki
Kierownicy placówki
| stopień    | imię i nazwisko, numer | okres pełnienia służby | kolejne stanowisko |
| ---------- | ---------------------- | ---------------------- | ------------------ |
| przodownik | Bernard Wysocki (1468) | był w 1926             |                    |

Obsada personalna placówki w 1926:
- przodownik Bernard Wysocki (1468)
- strażnik Franciszek Rólewski (989)
- strażnik Franciszek Witczak (1006)
- strażnik Franciszek Szajek (1306)
- strażnik Antoni Kotlarek (2267)
- strażnik Stefan Matuszak (2830)